# ブラックボードアーキテクチャパターン
ブラックボードアーキテクチャパターンとは、ソフトウェア工学における行動デザインパターンの一種である。専門的な処理機能を持つ多様なモジュールを統合し、複雑で非決定的な制御戦略を実装するためのコンピュータ向けの枠組みである。
Hearsay-Ⅱという初期の音声認識プロジェクトのメンバーらによって、同定された。

## 構造
ブラックボードアーキテクチャは3種類のコンポーネントから成る。
- ブラックボード(黒板、共有読み書きメモリ): モジュールのための解析用スペースを含む、読み書き自由のメモリ構造。
- ナレッジソース(KS): 専門的な処理機能を持つモジュール。ブラックボードに読み書きを行うことが可能。
- アービター(制御コンポーネント): 全体を制御するモジュール。どのKSを有効化させるか、または無効化させるかを決定し、実行する[3]。

## 応用
以下のような分野で利用されている。
- 音声認識
- 車両識別・トラッキング
- タンパク質構造の同定
- ソナー信号の解釈[4]